# 松井聰
松井 聰（まつい さとし、1915年3月12日 - 1995年8月1日）は、日本のバスケットボール選手、指導者。
1936年のベルリンオリンピック日本代表。福井県福井市出身。176cm。

## 経歴
1915年、福井県福井市に生まれる。府立五中、成城高校を経て、京都帝国大学経済学部に進学する。高校の途中まではサッカーの選手だったが、16歳でバスケを始め、3年の秋には日本代表に選出された。
京大在学中は籠球部に所属し、大学3年時の1936年にはベルリンオリンピックに出場した。
大学卒業後は神戸学士クラブに所属し、高校、大学、社会人のすべてで全国制覇を経験した。
現役引退後は日本バスケットボール協会の理事や副会長を務めたほか、1979年夏季ユニバーシアードの団長や日本オリンピック委員会の委員等を歴任した。
1995年死去、享年80歳。